# John O. Norrman
John Olof Norrman, född 29 juli 1929 i Stockholm, död 14 december 2013, var en svensk geograf.
Norrman blev filosofie kandidat vid Uppsala universitet 1955, filosofie licentiat 1958, filosofie doktor 1964 på avhandlingen Lake Vättern: Investigations on Shore and Bottom Morphology, var docent i naturgeografi i Uppsala 1964–71 och därefter professor i naturgeografi, särskilt experimentell geomorfologi där. Han valdes till ledamot av Naturvetenskapliga forskningsrådet 1986 och av Kungliga Vetenskapsakademien 1987.